# Пятая печать (фильм)
«Пятая печать» (венг. Az ötödik pecsét) — кинофильм режиссёра Золтана Фабри, вышедший на экраны в 1976 году. Экранизация одноимённой повести Ференца Шанты.

## Название
В названии повести и фильма использован образ из Откровения Иоанна Богослова (Отк. 6:9-11)
 9. И когда Он снял пятую печать, я увидел под жертвенником души убиенных за слово Божие и за свидетельство, которое они имели.
 10. И возопили они громким голосом, говоря: доколе, Владыка Святый и Истинный, не судишь и не мстишь живущим на Земле за кровь нашу?
 11. И даны были каждому из них одежды белые, и сказано им, чтобы они успокоились еще на малое время, пока и сотрудники их и братья их, которые будут убиты, как и они, дополнят число.

## Сюжет
Действие фильма происходит осенью 1944 года, после салашистского переворота.
Каждый вечер в маленьком кабачке собираются четыре приятеля — часовщик Дюрица, книготорговец Кираи, столяр Ковач и хозяин заведения, Бела. За стенами кабачка бушует Вторая Мировая война, свирепствует тайная полиция, по ночам бесследно исчезают соседи с «неправильными» политическими взглядами, или с «неправильным» расовым происхождением… Но друзья утешают себя тем, что, хотя они, «маленькие люди», не в силах ничего изменить, но у них, по крайней мере, чистые руки и к творящимся вокруг злодеяниям они не причастны.
Часовщик Дюрица, самый образованный из четверых, постоянно заводит с друзьями разговоры на разные непривычные темы. Вот и в тот вечер, с которого начинается действие фильма, он предлагает трём своим собеседникам непростую задачку: «Представьте себе остров, которым правит жестокий тиран, мучитель и убийца. И есть раб по имени Дюдю, которого тиран каждый день подвергает жестоким истязаниям: вырывает язык, выкалывает глаза, насилует и убивает дочь и сына раба. Раб утешает себя тем, что он никому не причиняет зла, и совесть его чиста. А тирану даже и в голову не приходит, что он делает что-то плохое, совесть его не мучит, да он и слова-то такого не знает… И вот вам предстоит выбор — стать либо этим тираном, либо этим рабом. Только эти две возможности, никаких других вариантов. Что вы выбираете?» После некоторого замешательства все трое признают, что выбрали бы жизнь тирана — да и кто же сам добровольно выберет долю несчастного раба?
Этот разговор слышит случайный посетитель кабачка, бродячий фотограф Кесеи, по-видимому, инвалид войны, самолюбивый и страдающий от комплекса неполноценности человек. Он заявляет, что вот он-то бы выбрал стать рабом, а не тираном. Но четверо друзей ему не верят, и уязвлённый фотограф решает отомстить — и донести в тайную полицию о том, что четверо друзей ведут разговоры, в которых нелестно отзываются о властях. На следующий день всех четверых арестовывают и доставляют в тайную полицию.
Там они оказываются перед выбором, аналогичным вышеописанному. Тюремщики, желая подавить личность и уязвить человеческое достоинство своих заключённых (чтобы они даже не думали вести борьбу с режимом), предлагают сделку: каждый, кто два раза ударит избитого до полусмерти человека («Иисуса»), будет немедленно отпущен на свободу. Ковач вызывается первым, но, подойдя к жертве, падает, не в силах поднять руку на «Иисуса». Его уводят на очередные пытки, он кричит: «Я хотел, но не мог…» Вторым пытается совершить сложный поступок Кираи, но Бела не даёт ему и сам бросается на мучителей, его расстреливают. И только Дюрица превозмогает себя и ударяет дважды, хотя это и даётся ему нелегко.
Дюрицу тут же выпускают, и он бредёт в шоке по улицам. Он видит, как бомба попадает в какое-то здание (видимо, тюрьму) и сносит его полностью.
Парадоксальность сюжета состоит в том, что трое отказавшихся ударить «Иисуса» до ареста действительно вели жизнь маленьких людей и ни во что не вмешивались. Смелее всех повёл себя Бела, который в начале показан расчётливым человеком, старавшимся угодить и фашистским властям, и русским, которые, по его мнению, скоро войдут в Венгрию. Сопротивлялся преступному режиму только сломавшийся часовщик Дюрица. Он прятал дома детей тех самых исчезнувших соседей, с «неправильными» политическими взглядами или с «неправильным» расовым происхождением. Это одновременно служит и оправданием его падению — часовщик не мог не вернуться, ведь дети без него пропадут.

## В ролях
- Лайош Эзе — часовщик Миклош Дьюрица (дублировал Зиновий Гердт)
- Ласло Маркуш — книготорговец Ласло Кираи (дублировал Роман Ткачук)
- Шандор Хорват — столяр Ковач (дублировал Константин Тыртов)
- Ференц Бенце — трактирщик Бела (дублировал Николай Граббе)
- Иштван Деги — фотограф Кесеи (дублировал Олег Голубицкий)
- Золтан Латинович — человек в штатском (дублировал Феликс Яворский)
- Дьёрдь Черхальми — «Иисус»

Фильм дублирован на киностудии «Союзмультфильм»
- Перевод — Зинаиды Целиковской
- Режиссёр — Майя Мирошкина
- Звукооператор — Борис Фильчиков
- Редактор — Аркадий Снесарёв

## Награды и номинации
- 1977 — Первая премия (Золотой приз) Московского международного кинофестиваля
- 1977 — Номинация на приз «Золотой медведь» Берлинского кинофестиваля